# Таранта Пелиня
Тара̀нта Пелѝня (на италиански: Taranta Peligna, до 1881 г. Tarantola, Тарантола) е село и община в Южна Италия, провинция Киети, регион Абруцо. Разположено е на 460 m надморска височина. Населението на общината е 425 души (към 2010 г.).